# 気候変動シナリオ
気候変動シナリオ（きこうへんどうシナリオ、英語: climate change scenario）とは、気候変動の主要な駆動要因（例えば化石燃料の消費）や、その関係性に関する一連の仮定に基づいて、将来（例えば気温や降水量）が、どのように発展する可能性があるかを表す「すじがき」である。
進行中の地球温暖化は、自然や人間社会にすでに影響を及ぼしているが、最も広範な将来的な影響は今後十数年から数世紀にわたり、社会的要因によって引き起こされ、これら社会的要因の将来の展開は極めて不確実とされる。しかし、「何が起こり得るのか」、あるいは「何を起こすべきか」を探るために、気候変動シナリオを用いることが有効とされる。

## 定義と概要

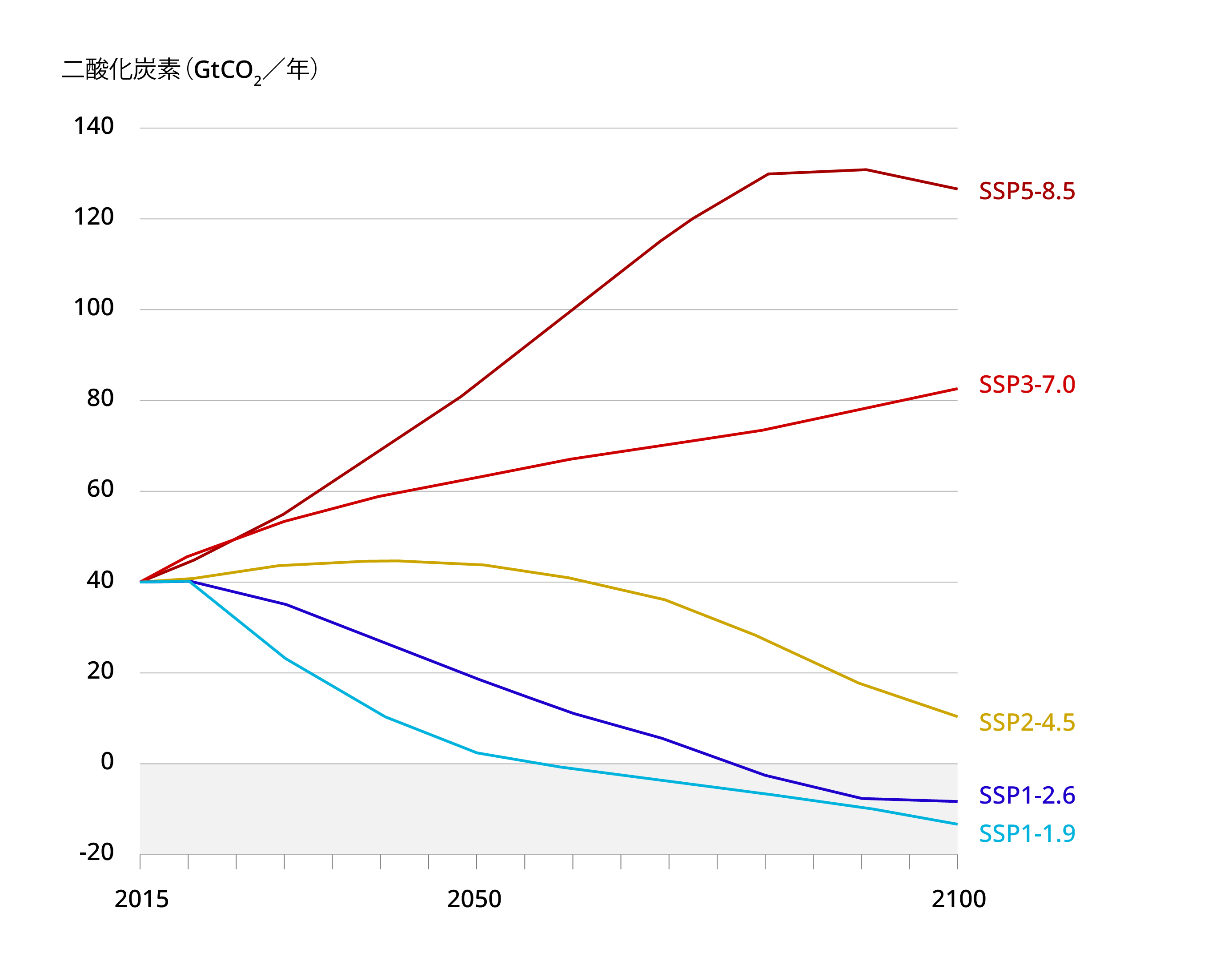
5つの例示的なシナリオにおける二酸化炭素排出量。IPCC第6次評価報告書作業部会I（AR6 WGI）において提示された5つの例示的な共有社会経済経路（SSP）に基づく二酸化炭素排出シナリオ。2100年までの各経路の違いは、気候政策の有無や排出削減努力の程度によって定義される（図は『気候変動2021：自然科学的根拠』SPM 図SPM.4を基に作成）。

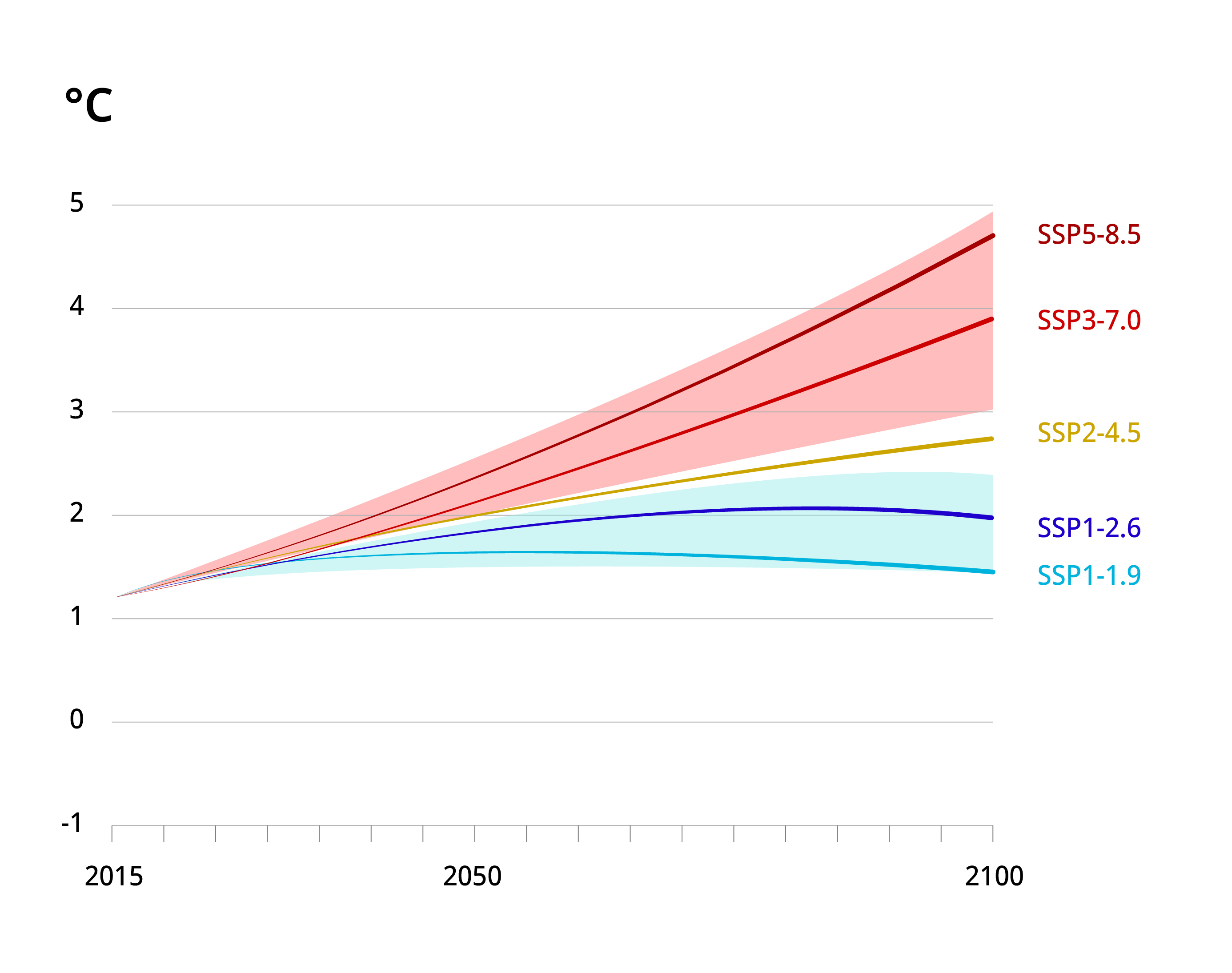
1850 - 1900年を基準とした世界平均気温の変化。産業革命前（1850 - 1900年平均）を基準とした、世界の年平均地上気温の変化と今後のシナリオ別予測。観測データと複数のモデルに基づき、異なる温室効果ガス排出経路に沿った気温上昇の範囲が示されている（図は『気候変動2021：自然科学的根拠』SPM 図SPM.8を基に作成）。

IPCC第6次評価報告書（AR6）において、気候変動シナリオは気候変動の「主要な駆動要因やその関係性に関する一連の仮定に基づいて、将来がどのように発展する可能性があるかを記述したもの」と定義される。
気候変動シナリオは、文献や公共の議論において、さまざまな時間的、空間的スケールでの気候変動の多様な側面を表現するために使用され、気候変動に関連する可能性のある将来の状況や結果を示し、政策や研究での意思決定を支援する役割を果たす。
気候変動シナリオは政治、経済、科学、社会などの異なる分野の関係者が共通理解を築き、新たな知識を共同で生み出すことを促進し、複数の目標や不確実性の下での戦略的計画を支援し、異なる気候変動結果を広く一般に伝える上で重要となる。
気候変動シナリオは企業の温暖化対策立案や、自治体の対策検討にも用いられる。例えば、ビジネスや金融セクターは、気候変動シナリオを利用して事業の適合性やリスク評価を行う。しかし、本項は主にIPCC（気候変動に関する政府間パネル）が気候変動の原因から結果までの諸要素を統合して理解するための手段とする気候変動シナリオについて述べる。
気候変動シナリオには多様性があり、持続可能な開発のさまざまなバリエーションから、社会・経済・環境システムの破局のような極端な事態に至るまで幅広い可能性が含まれている。
多くの要素が気候変動シナリオに影響を与えるが、特に重要な3つのパラメータには、人口数（および人口増加）、経済活動、新技術があげられる。経済モデルやエネルギーモデルは、これらの要素がもたらす影響を定量化している。
国際的な気候変動の緩和目標（たとえばパリ協定）は、これらのシナリオ研究に基づいている。たとえば、IPCCの『1.5℃の地球温暖化に関する特別報告書（Special Report on Global Warming of 1.5 °C）』は、2018年に開催された第24回気候変動枠組条約締約国会議における「重要な科学的根拠」として用いられた。この報告書では、地球温暖化の緩和に関するシナリオを示すさまざまな経路が検討されている。経路には、たとえばエネルギー供給のポートフォリオや二酸化炭素除去（carbon dioxide removal）などが含まれる。

## 気候変動シナリオの構築と応用の諸段階
気候変動の長期的評価では、気候変動シナリオが不確実な未来を分析するために重要なツールとして、IPCCで重視されてきた。IPCCでは、研究の進展や新たなデータを反映し、統合評価モデル（IAM）や気候モデルの精度と複雑性の向上に対応するために、定期的に新しいシナリオが作成されてきた。現在は、IPCC自らシナリオを開発するのではなく、研究コミュニティに新たなシナリオの開発を依頼し、促進している。
IPCCにおいて、従来のシナリオ開発プロセスは以下のような手順となる。まず社会経済シナリオを作成して、将来の温室効果ガスやエアロゾルの排出量の複数の将来像を導き出す。続いて、排出量が気候システムに与える影響、気候変動が自然および人間のシステムに及ぼす影響の評価を行う（社会経済の未来やその他の環境変化を含む）。

### IPCCの気候変動シナリオの開発プロセスの例

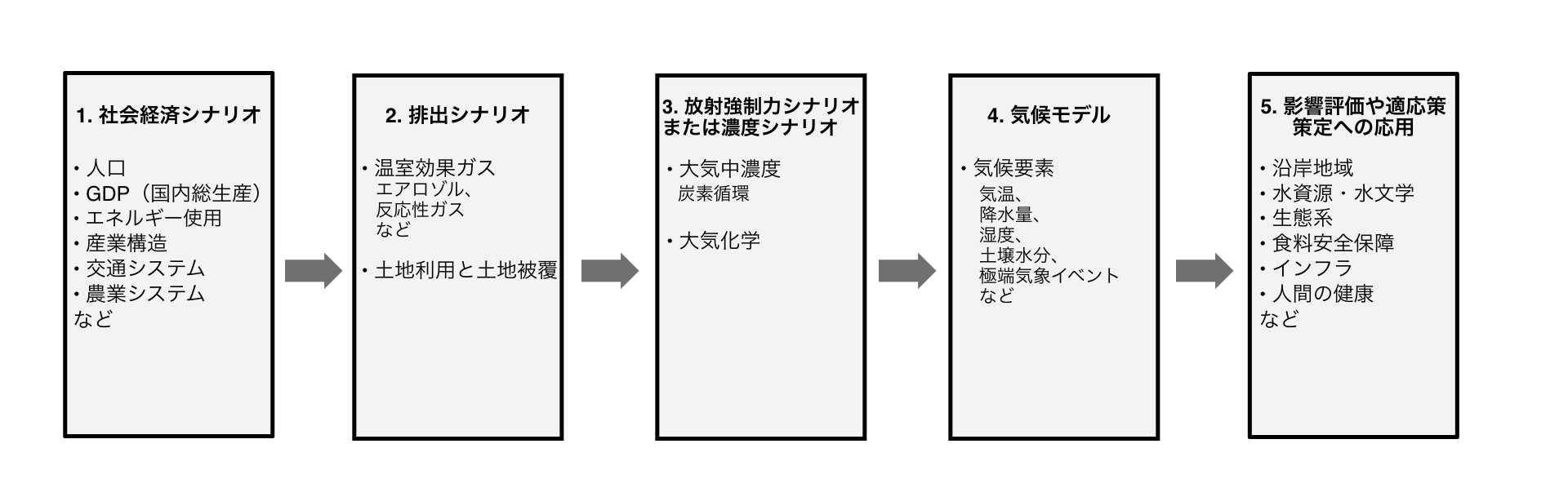
気候変動シナリオの構築プロセスを示す図。Mossらによる提案に基づき再構成。

従来の気候変動シナリオの構築プロセスとして以下のような例があげられる。
1. 社会経済シナリオの作成 - 人口、GDP、エネルギー、産業、交通、農業など[24]。
2. 排出シナリオの作成 - 温室効果ガス、エアロゾルおよび反応性ガスなど。土地利用および土地被覆に関するシナリオも用意される[24]。
3. 濃度シナリオ、または放射強制力シナリオの作成 - 温室効果ガス、エアロゾルおよび反応性ガスなど[24]。
4. 気候シナリオの作成 - 気温、降水量、湿度、土壌水分、異常気象など[24]。
5. 影響評価や適応策策定への応用 - 沿岸地域、水文学および水資源、生態系、食糧安全保障、インフラ、人間の健康など[24]。

1から4のプロセスで使用するシナリオをまとめて気候変動シナリオと考えることができる。
気候を変化させる要因の定量的な評価は、地球のエネルギー収支にどれだけの不均衡をもたらすかによって行われ、それは「放射強制力」とも呼ばれる。「3. 濃度シナリオ、または放射強制力シナリオの作成」では温室効果気体の種類によって濃度と放射強制力の関係が異なるので、便宜上、同じだけの放射強制力をもたらす二酸化炭素濃度で代表させて、「CO2 equivalent（二酸化炭素換算）」 のような表現をすることがある。
将来の気候変動に関する予測は、単一のモデルに依存することはできず、適切なモデル構造とは何かに関する不確実性を定量化するために、「4. 気候シナリオの作成」行程では複数のモデルによるシミュレーションに依存することが一般的となっている。これを、マルチモデル・アンサンブル（MMEs）という。
この1 - 5の逐次プロセスには、約10年を要することがわかっているが、IPCC第5次評価報告書（AR5）の基盤とする新しいシナリオの開発と適用においては、必要な時間を短縮するために、社会経済シナリオを出発点として温室効果ガス排出量を導き出すのではなく、全球の温室効果ガスおよびエアロゾル濃度の複数の時系列（代表的濃度経路（RCP））を出発点とした。また、IPCC第5次評価報告書（AR5）のプロセス変更の理由には、社会経済的な駆動要因、気候システムの変化、および自然および人間システムの脆弱性の間の統合の改善を目指す目的もあった。

#### 経路（pathways）とは
気候変動シナリオに密接に関連する概念として「経路（pathways）」がある。経路は、シナリオよりも具体的かつ行動指向型である。ただし、学術文献においては「シナリオ」と「経路」という用語はしばしば同義的に使用されている。しかし、例えばIPCC報告書では、より広い読者層への説明を助けるために、「シナリオ」と「経路」は区別され、経路は特定の目標やシナリオに到達するための異なる方法を表す際に用いられている。

## 将来の温室効果ガス（GHG）排出量に影響を与える要因
気候変動シナリオに影響を与えるパラメータには以下のものが含まれる。
- 将来の人口規模
- 経済活動
- 統治の構造
- 社会的価値観
- 技術変化のパターン

### 排出予測に影響を与える要因
- 人口の見通し - すべての他の条件が同じであれば、人口の見通しが低いほど排出予測も低くなる[31]。

- 経済発展 - 経済活動はエネルギー需要、ひいては温室効果ガス排出の主要な駆動要因である[32]。

- エネルギー使用 - 将来のエネルギーシステムの変化は、将来の温室効果ガス排出量を決定する基本的な要素である[33][34]。エネルギー使用に伴う二酸化炭素排出量の変化は、排出量要因を数式的に表現する茅恒等式で概念的に捉えることができる[35]。茅恒等式では、上記の人口、経済発展に加え、以下のエネルギー強度、炭素強度の変化によって、温室効果ガス排出量を説明する[36]。
  - エネルギー強度 - エネルギー強度とは、GDPあたりの一次エネルギー供給量を指す[37]。すべてのベースライン・シナリオ評価において、21世紀を通じてエネルギー強度は大幅に改善すると見通されている。ただし、見通されるエネルギー強度の範囲には大きな不確実性がある[38][39]。
  - 炭素強度 - 炭素強度とは、一次エネルギー供給量あたりの二酸化炭素排出量を指す[40]。他のシナリオと比較すると、Fisherら（2007）は、気候政策を考慮しないシナリオでは炭素強度が比較的一定であることを確認した[38]。見通される炭素強度の範囲には大きな不確実性がある[41]。範囲の上限では、気候政策がなくても二酸化炭素排出を伴わないエネルギー技術が競争力を持つと見通されている[33]。これらの見通しは、化石燃料価格の上昇と炭素フリー技術の急速な進展を前提としている[30]。炭素強度の改善が小さいシナリオは、化石燃料への依存度が高く、石炭消費への抵抗が小さい、または炭素フリー技術の発展速度が低いシナリオと一致している[42][39]。

- 土地利用の変化 - 土地利用の変化は、排出量、炭素吸収（sequestration）、アルベド（地表の反射率）に影響を与えるため、気候変動において重要な役割を果たす[43]。土地利用の変化における主要な駆動要因は食料需要である[43]。人口と経済成長は食料需要の最も重要な駆動要因である[43]。

### 社会経済発展の影響
気候変動シナリオを作成する際には、社会経済的発展がどのように進展するかを考慮することが重要である。例えば、発展途上国が現在の先進国と同様の開発経路をたどった場合、排出量が非常に大きく増加する可能性がある。
排出量は経済成長率だけに依存しているわけではない。他にも、生産システムにおける構造的変化、エネルギー部門などの技術パターン、人口配置や都市構造（交通需要に影響を与える）、消費パターン（住宅形態、余暇活動など）貿易パターン（保護主義の度合いや地域貿易圏の形成は技術の利用可能性に影響を与える）のような要因が影響を与える。

## 緩和シナリオとベースラインシナリオ
緩和シナリオ（Mitigation scenarios）は通常、ベースラインシナリオに対して温室効果ガス排出量をどのように削減できるかを示す定性的な説明および定量的な予測として定義される。

### 緩和シナリオ
気候変動緩和シナリオとは、意図的な行動によって地球温暖化を抑制する将来の可能性を示すシナリオである。意図的な行動には、化石燃料以外のエネルギー源への全面的な転換などが含まれる。これらの行動は排出量を最小化し、大気中の温室効果ガス濃度を安定化させることで、気候変動の悪影響を抑制することを目的としている。緩和シナリオを使用することで、異なる炭素価格が経済に与える影響を、世界的な目標水準の枠組みの中で評価することが可能となる。
パリ協定の目標は、地球の気温上昇を産業革命以前と比較して2℃より十分低く、可能であれば1.5℃未満に抑えることで、気候変動の影響を軽減することである。典型的な緩和シナリオは、必要な排出削減量等の長期的な目標設定を行い、その目標に適合する対策設計として構築される。具体的には以下の通りとなる。
1. 長期的な目標（例えば、世界平均気温上昇量をある値以下に留めること）を設定する[52][53]。長期的な目標の例として、必要な排出削減量[55]、各国のプレッジ（誓約）[56]、最新の炭素予算と現在残っている炭素予算[57]などがあげられる。
2. その目標に適合するように対策を設計する（例：世界的および国別の温室効果ガス排出量に上限を設ける）[53][54]。

このような緩和シナリオを通じて、異なる政策や炭素価格の影響を評価し、温暖化抑制に向けた最適な道筋を探ることが可能となる。

### ベースラインシナリオ
ベースラインシナリオは、他のシナリオ（例えば緩和シナリオ）と比較するための基準として使用される。「なりゆき、現状維持（Business As Usual = BAU,BaU）」シナリオ等とも呼ばれ、排出量削減に向けたさらなる取り組みが行われない仮定で、大気中の温室効果ガス排出量の濃度がどのように変化するかを示す。温室効果ガス排出量に関する幅広い定量的な見通しが作成されている。
「SRES」シナリオ（Special Report on Emissions Scenarios、排出シナリオ特別報告書）は「ベースライン」の排出シナリオであり、将来の排出削減努力が行われないことを前提としている。

## 共有社会経済経路（SSP）と代表的濃度経路（RCP）
IPCC第6次評価報告書（AR6）では、共有社会経済経路（SSP）に基づく最近開発されたシナリオのサブセットが、主要な排出、濃度、土地利用シナリオとして検討される。共有社会経済経路（SSP）と、今後の温室効果ガス排出量に依存する異なる気候の未来を示す代表的濃度経路（RCP）と組み合わせることで、気候変動と社会経済的未来の相互作用を統合的に分析し、緩和や適応戦略を評価することができる。

### 共有社会経済経路（Shared Socioeconomic Pathways, SSP）

21世紀における異なる共有社会経済経路（SSP）に基づく大気中の二酸化炭素濃度の予測値（簡易な低複雑度気候モデルであるMAGICC7による見通し）。各データポイントは、5つの統合評価モデル（Integrated Assessment Models, IAMs）から生成されたシミュレーション値の平均を表している。

共有社会経済経路（SSP）とは、異なる社会経済的発展の未来を描くシナリオ群である。IPCC第6次評価報告書（AR6）で2100年までの世界的な社会経済変化の見通しに関する気候変動シナリオと定義される。これらは、異なる気候政策に基づく温室効果ガス排出シナリオを導き出すために使用される。SSPは、異なる社会経済的発展を描写するナラティブ（物語）を提供している。各SSPのストーリーラインは、ナラティブの要素間の論理的な関係を定性的に説明するものである。
定量的要素としては、各シナリオに伴う国別の人口、都市化率、および一人当たりGDPに関するデータが含まれている。SSPは、さまざまな統合評価モデル（Integrated Assessment Models, IAMs）を用いて定量化され、社会経済と気候に関する将来の経路を探ることができる。

#### 5つのSSPシナリオ
SSPには以下の5つのシナリオが存在する。
- SSP1：持続可能性（Sustainability）「グリーンロードを進む」 - 持続可能な開発と再生可能エネルギーへの移行が進む社会経済シナリオ

- SSP2：「中庸の道」（Middle of the Road） - 現状の社会経済モデルが持続し、不均衡な開発と中程度の緩和努力が行われるシナリオ

- SSP3：地域競争（Regional Rivalry）「険しい道を進む」 - 地域間の競争と緊張が高まり、持続可能な発展や国際協力が進まないシナリオ

- SSP4：不平等（Inequality）「分断された道」 - 社会的不平等が拡大し、一部の国や地域のみが高度な経済発展を遂げるシナリオ

- SSP5：化石燃料主導の発展（Fossil-fueled Development）「ハイウェイを進む」 - 経済成長が最優先され、化石燃料への依存が続くシナリオ

ただし、「SSP」という用語は、当初これらの5つの広範なナラティブを指していたが、IPCC第6次評価報告書（AR6）の作業部会I（WGI）では、これらの社会経済経路と気候変動緩和の仮定を組み合わせた排出および濃度シナリオを指すのに用いられる。

#### 地域レベルでのSSPの適用
ヨーロッパでは、SSPを農業・食糧システムに適用するためのダウンスケーリング（地域特化）が進められている。これには、代表的濃度経路（RCP）を組み合わせることで、地域特有の社会経済および気候シナリオを構築している。

### 代表的濃度経路（Representative Concentration Pathway, RCP）

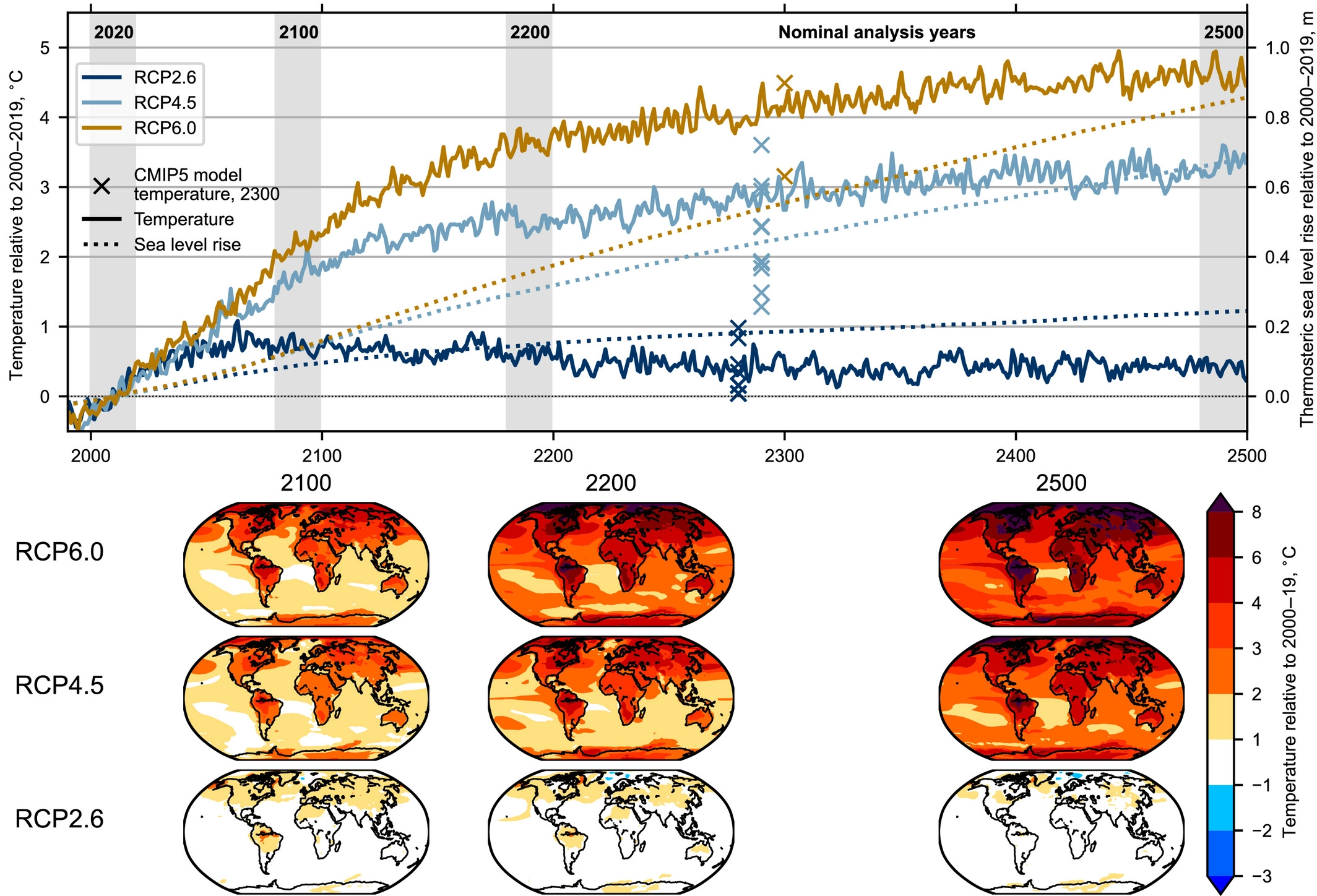
代表的濃度経路（RCP）気候変動シナリオにおける全球平均の地表付近の気温および熱膨張による海面上昇の偏差（2000年 - 2019年の平均値に対する偏差）。

すべての気候強制因子をCO₂濃度に換算した推定値の変化（単位：ppm）。異なるRCPシナリオは、大気中の温室効果ガス濃度（2000年から2100年まで）の異なる予測結果をもたらす。RCP8.5は、二酸化炭素換算で測定した場合に最も高い温室効果ガス濃度をもたらすことになる。

代表的濃度経路（RCP）とは、将来の温室効果ガス濃度を見通すための気候変動シナリオである。これらの経路（または軌道）は、将来の（排出量ではなく）温室効果ガス濃度を示すものであり、IPCCにより正式に採用されている。これらの経路は、今後排出される温室効果ガスの量に応じて、すべて現実に起こりうると考えられているさまざまな気候変動シナリオを表している。
4つのRCP（RCP2.6、RCP4.5、RCP6、RCP8.5）は、2100年における放射強制力の値（それぞれ2.6、4.5、6、および8.5 W/m2）の範囲に基づいて名付けられている。IPCC第5次評価報告書（AR5）では、2014年から行われたこれら4つのRCPを用いた気候モデル分析や研究が参照されている。
放射強制力の値が高いほど、温室効果ガスの排出量が多くなり、それに伴い地球表面温度の上昇や気候変動の影響がより顕著になる。一方で、RCPの値が低いシナリオの方が人間にとって望ましいが、それを達成するためにはより厳格な気候変動緩和策が必要になる。

#### IPCC第6次評価報告書（AR6）における新しいRCP
IPCC第6次評価報告書（AR6）では、従来のRCPに加えて、共有社会経済経路（Shared Socioeconomic Pathways, SSP）も考慮されている。また、新たに3つのRCP（RCP1.9、RCP3.4、RCP7）が導入されている。
各RCPの概要
- RCP1.9 - 世界の気温上昇をパリ協定の目標である「1.5℃未満」に抑えるための経路[33]。
- RCP2.6 - 非常に厳格な排出削減経路[33]。
- RCP3.4 - 非常に厳格なRCP2.6と、より緩やかなRCP4.5の中間に位置する経路[33]。
- RCP4.5 -  IPCCにより「中間的なシナリオ」として記述されている[83]。
- RCP6 - 排出量は2080年頃にピークに達した後に減少する[28]。
- RCP7 - 緩和目標というよりも「基準的な結果（ベースライン）」として扱われる[33]。
- RCP8.5 - 21世紀を通じて排出量が増加し続けるシナリオ[28][84]。

#### RCPの長期見通し
RCP2.6の延長シナリオにおいては、2281年から2300年（23世紀末） の世界平均気温上昇は、1986年から2005年の平均と比較して0.0 - 1.2℃と見通されている。RCP8.5 の延長シナリオにおいては、同じ期間の世界平均気温上昇が3.0 - 12.6℃になると見通されている。

## 各国地域の気候変動シナリオの利用
気候変動シナリオは、国、地域、または世界規模で存在する。各国は、意思決定をより深く理解するためにシナリオ研究を活用している。これは、各国が適応計画（adaptation plans） や 国別貢献（Nationally Determined Contributions: NDCs） を策定する際に役立つ。

### 国別の気候（変動）の見通し

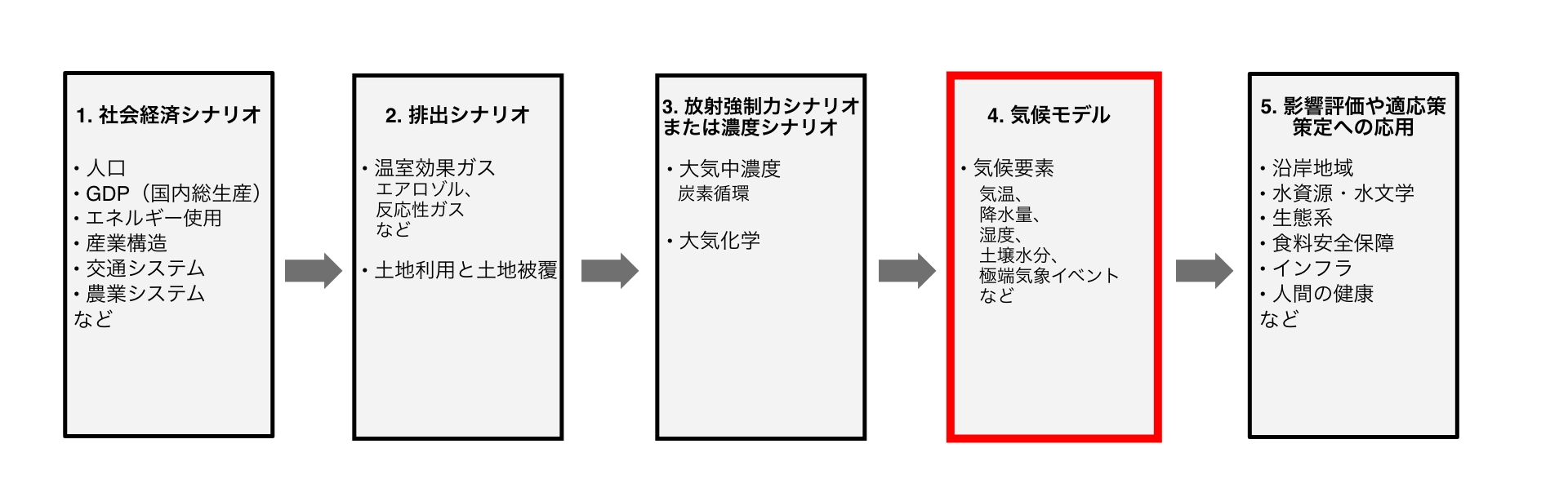
気候変動シナリオの開発プロセスにおける段階的アプローチの概念図では、本章の内容は図の4の段階にあたる。Richard H. Mossらによる提案に基づき再構成。

幅広い可能性のある気候結果を探り、見通しの信頼性を高めるために、国別の気候変動見通しは、しばしば複数の全球気候モデル（General Circulation Models, GCMs） から生成される。
基礎となるGCMの空間解像度は一般的にかなり粗いため、見通し結果はしばしばダウンスケーリング（高解像度化）される。ダウンスケーリングは、以下の2つの方法で行われる。
- 動的ダウンスケーリング – 地域気候モデル（RCMs）を使用
- 統計的ダウンスケーリング – 統計手法を使用

#### 国別の気候変動シナリオの活用

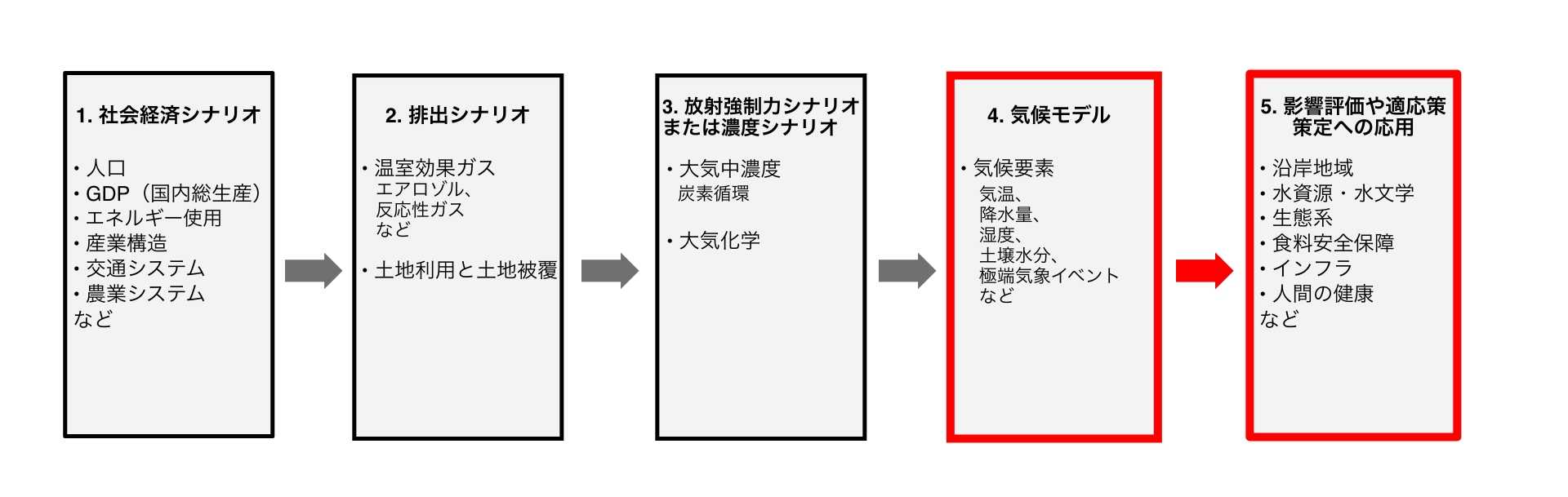
気候変動シナリオの開発プロセスにおける段階的アプローチの概念図では、本章の内容は図の4から5（5のための4の加工）の段階にあたる。Richard H. Mossらによる提案に基づき再構成。

さまざまな国が、ステークホルダー（利害関係者） とのフィードバックや相互作用を通じて、自国の気候見通しを作成してきた。こうした協力体制により、ステークホルダーのニーズに応じた気候情報の提供が可能になっている。これには分野別の気候指標の提供も含まれている。
30か国以上が、国別気候見通しおよびシナリオを国連気候変動枠組条約（UNFCCC） への提出文書で報告している。多くのヨーロッパ諸国は、気候変動に関する国内情報ポータルの運営にも資金を提供している。
国別の気候見通しの事例
- 日本 - 日本の気候変動2025[97]/ DS2022[98]/ NHRCM02[99][100]

- オーストラリア - CCIA (Climate Change in Australia)[101]
- カリフォルニア（米国） - Cal-Adapt[102]
- オランダ - KNMI'14[103]
- スイス - CH2011 [48] / CH2018[104]
- 英国 - UKCP09 / UKCP18[105][106]

自国の気候変動見通しを開発するためのリソースが不足している国では、国連開発計画（UNDP） や国際連合食糧農業機関（FAO） などの国際機関が、見通しの開発や国家適応計画（NAPAs）の策定を支援している。